# Catarina Grey
Catarina Seymour, Condessa de Hertford (nascida Lady Catarina Grey; em inglês:  Katherine; 25 de agosto de 1540 — 26 de janeiro de 1568) era a segunda irmã mais nova de Lady Joana Grey.
Neta da irmã de Henrique VIII de Inglaterra, Maria Tudor, Rainha de França, ela emergiu como uma possível sucessora de sua prima, Isabel I da Inglaterra, antes de incorrer na ira da rainha Isabel ao se casar secretamente com Eduardo Seymour, 1º Conde de Hertford. Presa depois que a rainha foi informada de seu casamento clandestino, Catarina (como Lady Hertford) viveu em cativeiro até sua morte, tendo dado à luz dois filhos na Torre de Londres.

## Família e reivindicação ao trono
Lady Catarina nasceu em 25 de agosto de 1540 em Bradgate Park, perto de Leicester, a segunda filha sobrevivente de Henrique Grey, 1.º Duque de Suffolk, por seu casamento com Lady Francisca Brandon. Ela era a irmã mais nova de Lady Joana Grey e a irmã mais velha de Lady Maria Grey. Os avós maternos de Catarina Grey eram Carlos Brandon, 1º Duque de Suffolk, e Maria Tudor, Rainha Viúva da França, filha sobrevivente mais jovem de Henrique VII e Isabel de York.
Através de sua avó, as irmãs Grey tiveram uma reivindicação estreita na linha de sucessão ao trono inglês. Elas foram precedidos na linha de sucessão apenas pelos três filhos de Henrique VIII - o príncipe Eduardo, Lady Maria e Lady Isabel - e os descendentes da princesa Margarida, filha mais velha de Henrique VII e rainha consorte da Escócia, depois de 1542 representada por Maria, rainha dos escoceses. No entanto, Henrique VIII excluiu a linhagem real escocesa da sucessão inglesa em seu testamento, colocando as irmãs Grey como as próximas na linha depois de seus próprios filhos.

## Primeiro casamento
Algum tempo antes de agosto de 1552, Catarina Gray estava noiva de Henrique, Lord Herbert, herdeiro aparente de William Herbert, 1º Conde de Pembroke. Em 1553, quando o rei Eduardo VI estava morrendo, o rei e seu ministro-chefe, João Dudley, 1º Duque de Northumberland, planejaram excluir a irmã de Eduardo, Maria Tudor, da sucessão em favor da irmã mais velha de Catarina, Lady Joana Grey. De acordo com a Carta Patente de 21 de junho de 1553, Lady Catarina seria a segunda na linha de sucessão atrás de sua irmã e herdeiros masculinos. Lady Joana havia se casado com o filho de Northumberland, Lord Guilford Dudley, em 25 de maio de 1553. Na mesma ocasião, Lady Catarina casou-se com Lord Herbert em Durham House. Após o casamento, Catarina ( agora Lady Herbert) foi morar com o marido no Castelo de Baynard, ao lado do Tâmisa. Quando a ascensão de Lady Joana ao trono falhou, o pai de Henrique tentou se distanciar da família Grey separando seu filho de Lady Catarina e buscando a anulação do casamento; isso provavelmente foi alcançado no início de 1554, pois a união não havia sido consumada. Enquanto isso, sua irmã (Lady Joana Grey) e seu pai (o Henrique Grey, 1.º Duque de Suffolk) foram executados em fevereiro de 1554 após a supressão da Rebelião de Wyatt.

## Prospectivo herdeiro real sob Maria e Isabel
Durante a primeira fase do reinado da rainha Maria, Lady Catarina era a herdeira sênior do trono, pois Maria ainda era solteira e sua irmã mais nova, Isabel, era considerada ilegítima. Rebaixada quando Isabel foi declarada herdeira, a reivindicação de Lady Catarina voltou à tona quando a rainha Isabel ascendeu ao trono inglês em novembro de 1558. A certa altura, a rainha estava aparentemente contemplando Lady Catarina Grey como uma herdeira protestante em potencial, com rumores de uma possível adoção, mas qualquer desenvolvimento desse tipo foi encerrado com o casamento clandestino de Lady Catarina com Lord Hertford.

## Segundo casamento

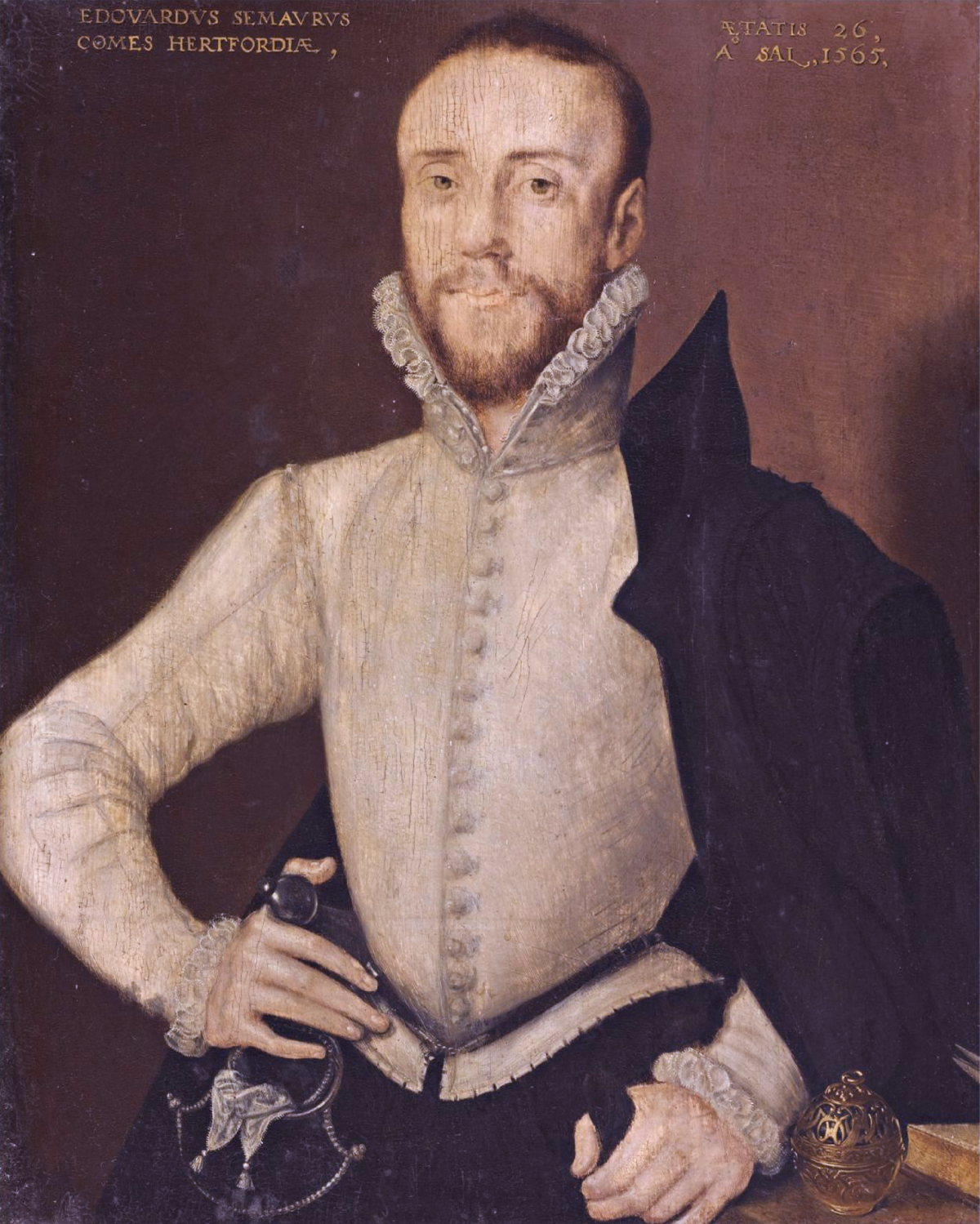
Retrato a óleo sobre painel de Eduardo Seymour, atribuído a Hans Eworth

Uma das amigas de Lady Catarina, Lady Joana Seymour, filha do Duque de Somerset, apresentou seu irmão, Eduardo Seymour, 1º Conde de Hertford, a Lady Catarina Grey (assim reestilizada após a anulação de seu primeiro casamento). Sem consentimento real, os dois se casaram em dezembro de 1560 durante uma cerimônia secreta na casa de Lord Hertford em Cannon Row, onde Lady Joana Seymour foi a única testemunha.
Logo depois, a Rainha despachou Lord Hertford com Thomas Cecil, filho mais velho de Sir William Cecil, em uma grande viagem pela Europa "para melhorar sua educação". O conde de Hertford forneceu à esposa um documento que, no caso de sua morte, permitiria que ela provasse o casamento e herdasse sua propriedade, mas aparentemente Catarina perdeu o documento. Assim, depois que Lady Joana Seymour morreu de tuberculose em 1561, Catarina não conseguiu provar que eles já haviam sido casados.

## Prisão
Catarina, Lady Hertford, escondeu o casamento de todos durante meses, mesmo depois de engravidar; em seu oitavo mês de gravidez e em andamento com a corte real para Ipswich, ela decidiu pedir a alguém que pleiteasse por ela junto à Rainha. Ela primeiro confidenciou a Bess de Hardwick, que se recusou a ouvir Catarina e a repreendeu por incriminá-la. Catarina então foi até o cunhado de sua falecida irmã, Roberto Dudley. Visitando seu quarto no meio da noite, ela explicou seu dilema. Como o quarto de Dudley ficava ao lado dos aposentos da Rainha, ele temia que pudessem ser ouvidos ou que ele pudesse ser pego com uma mulher visivelmente grávida ao lado de sua cama, e tentou se livrar de Catarina o mais rápido que pôde. No dia seguinte, ele contou a Isabel tudo o que sabia sobre Catarina e sua gravidez.

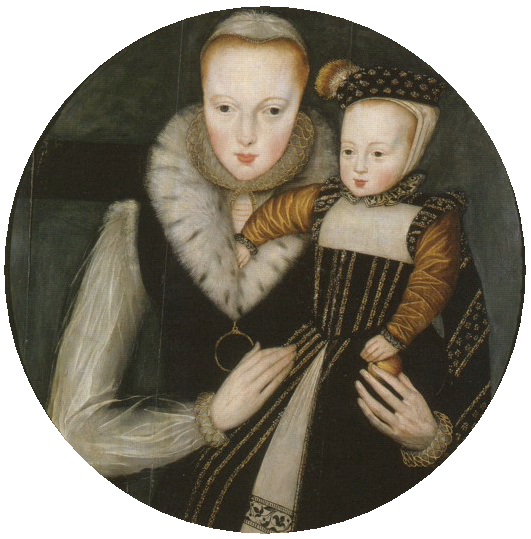
Lady Catarina Grey com seu filho mais velho Eduardo, Lord Beauchamp.

A rainha Isabel ficou furiosa porque seu primo havia se casado sem seu conhecimento ou consentimento. O casamento também perturbou a diplomacia anglo-escocesa, já que a possibilidade de uma união entre Lady Catarina e o James Hamilton, 3.º Conde de Arran, um nobre jovem e instável com forte reivindicação ao trono escocês, havia sido removida como uma opção. A rainha também desaprovava sua escolha de marido e, ainda solteira, também temia que a capacidade de Catarina de gerar filhos homens pudesse facilitar uma rebelião em apoio a Catarina como rainha. Para o infortúnio de Catarina, sua reivindicação ao trono foi na época defendida por um livro escrito por João Hales.
A rainha Isabel aprisionou Lady Catarina na Torre de Londres, para onde Eduardo Seymour (Lord Hertford) foi enviado para se juntar a ela em seu retorno à Inglaterra. Bess de Hardwick também foi presa, pois Isabel havia se convencido (não sem razão) de que o casamento fazia parte de uma conspiração mais ampla contra a Coroa. Sir Eduardo Warner, tenente da Torre, permitiu visitas secretas entre Catarina e Eduardo. Warner relatou que os móveis do quarto de Catarina, fornecidos pelo Guarda-Roupa Real na Torre, foram danificados por seu macaco e cachorros de estimação. Enquanto estava presa na Torre, Catarina deu à luz dois filhos:
- Eduardo Seymour (1561-1612)
- Thomas Seymour (1562/3, Torre de Londres – 8 de agosto de 1600).[23] Batizado em 11 de fevereiro de 1563, casou-se com Isabel Onley (falecida em 20 de agosto de 1619), filha de Eduardo Onley MP,[24] de Catesby, Northamptonshire.[25] O casal não teve filhos,[25][26][27] e foi enterrado na Igreja de St. Margaret, Westminster,[25] onde há um monumento com efígies em sua memória.[28]

Em 1562, o casamento foi anulado e os Seymours foram censurados como fornicadores por "cópula carnal" pelo arcebispo de Canterbury. Isso tornou os filhos ilegítimos e, portanto, inelegíveis como sucessores do trono. No entanto, isso não impediu que fossem cortejados como potenciais herdeiros da Coroa.

## Anos finais
Após o nascimento do segundo filho de Catarina em 1563, a rainha enfurecida ordenou sua separação permanente de seu marido e filho mais velho. Catarina foi transferida para os cuidados de seu tio, Sir John Grey, em Pirgo. Ela ficou lá até novembro de 1564, quando foi transferida para o cargo de Sir William Petre. Por dois anos ela esteve sob sua custódia e provavelmente residia em Ingatestone Hall; então ela foi transferida para os cuidados de Sir John Wentworth (um parente da primeira esposa de Petre) em Gosfield Hall e, após dezessete meses de confinamento, foi levada para Cockfield Hall, Yoxford, em Suffolk.
Lady Catarina morreu quatorze dias depois, em 26 de janeiro de 1568, aos vinte e sete anos, de tuberculose. Ela foi enterrada na Capela Cockfield em Yoxford Church, Suffolk, antes de seu corpo ser transferido para a Catedral de Salisbury para ser enterrado ao lado de seu marido.

## Árvore genealógica
| Os itálicos indicam pessoas que faleceram antes de Eduardo VI; Algarismos arábicos (1–5) indicam a linha de sucessão de Eduardo VI em sua morte de acordo com o testamento de Henrique VIII; e algarismos romanos (I–III) índico. \| \| \| \| \| \| \| \| \| \| \| \| \| \| \| \| \| Henrique VII de Inglaterra \| Henrique VII de Inglaterra \| Henrique VII de Inglaterra \| Henrique VII de Inglaterra \| Henrique VII de Inglaterra \| Henrique VII de Inglaterra \| \| \| Isabel de Iorque \| Isabel de Iorque \| Isabel de Iorque \| Isabel de Iorque \| Isabel de Iorque \| Isabel de Iorque \| \| \| \| \| \| \| \| \| \| \| \| \| \| \| \| \| \| \| \| \| \| \| \| \| \| \| \| \| \| \| \| \| \| \| \| \| \| \| \| \| \| Henrique VII de Inglaterra \| Henrique VII de Inglaterra \| Henrique VII de Inglaterra \| Henrique VII de Inglaterra \| Henrique VII de Inglaterra \| Henrique VII de Inglaterra \| \| \| Isabel de Iorque \| Isabel de Iorque \| Isabel de Iorque \| Isabel de Iorque \| Isabel de Iorque \| Isabel de Iorque \| \| \| \| \| \| \| \| \| \| \| \| \| \| \| \| \| \| \| \| \| \| \| \| \| \| \| \| \| \| \| \| \| \| \| \| \| \| \| \| \| \| \| \| \| \| \| \| \| \| \| \| \| \| \| \| \| \| \| \| \| \| \| \| \| \| \| \| \| \| \| \| \| \| \| \| \| \| \| \| \| \| \| \| \| \| \| \| \| \| \| \| \| \| \| \| \| \| \| \| \| \| \| \| \| \| \| \| \| \| \| \| \| \| \| \| \| \| \| \| \| \| \| \| \| \| \| \| \| \| \| \| \| \| \| \| \| \| \| \| \| \| \| \| Henrique VIII de Inglaterra \| Henrique VIII de Inglaterra \| Henrique VIII de Inglaterra \| Henrique VIII de Inglaterra \| Henrique VIII de Inglaterra \| Henrique VIII de Inglaterra \| \| \| \| \| \| \| \| \| \| \| Margarida Tudor \| Margarida Tudor \| Margarida Tudor \| Margarida Tudor \| Margarida Tudor \| Margarida Tudor \| \| \| Maria Tudor \| Maria Tudor \| Maria Tudor \| Maria Tudor \| Maria Tudor \| Maria Tudor \| \| \| Carlos Brandon \| Carlos Brandon \| Carlos Brandon \| Carlos Brandon \| Carlos Brandon \| Carlos Brandon \| \| \| \| \| \| \| \| \| \| \| \| \| \| \| \| \| \| Henrique VIII de Inglaterra \| Henrique VIII de Inglaterra \| Henrique VIII de Inglaterra \| Henrique VIII de Inglaterra \| Henrique VIII de Inglaterra \| Henrique VIII de Inglaterra \| \| \| \| \| \| \| \| \| \| \| Margarida Tudor \| Margarida Tudor \| Margarida Tudor \| Margarida Tudor \| Margarida Tudor \| Margarida Tudor \| \| \| Maria Tudor \| Maria Tudor \| Maria Tudor \| Maria Tudor \| Maria Tudor \| Maria Tudor \| \| \| Carlos Brandon \| Carlos Brandon \| Carlos Brandon \| Carlos Brandon \| Carlos Brandon \| Carlos Brandon \| \| \| \| \| \| \| \| \| \| \| \| \| \| \| \| \| \| \| \| \| \| \| \| \| \| \| \| \| \| \| \| \| \| \| \| \| \| \| \| \| \| \| \| \| \| \| \| \| \| \| \| \| \| \| \| \| \| \| \| \| \| \| \| \| \| \| \| \| \| \| \| \| \| \| \| \| \| \| \| \| \| \| \| \| \| \| \| \| \| \| \| \| \| \| \| \| \| \| \| \| \| \| \| \| \| \| \| \| \| \| \| \| \| \| \| \| \| \| \| Eduardo VI de Inglaterra \| Eduardo VI de Inglaterra \| Eduardo VI de Inglaterra \| Eduardo VI de Inglaterra \| Eduardo VI de Inglaterra \| Eduardo VI de Inglaterra \| \| \| Maria I de Inglaterra (1) \| Maria I de Inglaterra (1) \| Maria I de Inglaterra (1) \| Maria I de Inglaterra (1) \| Maria I de Inglaterra (1) \| Maria I de Inglaterra (1) \| \| \| Isabel I de Inglaterra (2) \| Isabel I de Inglaterra (2) \| Isabel I de Inglaterra (2) \| Isabel I de Inglaterra (2) \| Isabel I de Inglaterra (2) \| Isabel I de Inglaterra (2) \| \| \| Jaime V da Escócia \| Jaime V da Escócia \| Jaime V da Escócia \| Jaime V da Escócia \| Jaime V da Escócia \| Jaime V da Escócia \| \| \| \| \| \| \| Francisca Brandon \| Francisca Brandon \| Francisca Brandon \| Francisca Brandon \| Francisca Brandon \| Francisca Brandon \| \| \| Henrique Grey \| Henrique Grey \| Henrique Grey \| Henrique Grey \| Henrique Grey \| Henrique Grey \| \| \| \| \| \| Eduardo VI de Inglaterra \| Eduardo VI de Inglaterra \| Eduardo VI de Inglaterra \| Eduardo VI de Inglaterra \| Eduardo VI de Inglaterra \| Eduardo VI de Inglaterra \| \| \| Maria I de Inglaterra (1) \| Maria I de Inglaterra (1) \| Maria I de Inglaterra (1) \| Maria I de Inglaterra (1) \| Maria I de Inglaterra (1) \| Maria I de Inglaterra (1) \| \| \| Isabel I de Inglaterra (2) \| Isabel I de Inglaterra (2) \| Isabel I de Inglaterra (2) \| Isabel I de Inglaterra (2) \| Isabel I de Inglaterra (2) \| Isabel I de Inglaterra (2) \| \| \| Jaime V da Escócia \| Jaime V da Escócia \| Jaime V da Escócia \| Jaime V da Escócia \| Jaime V da Escócia \| Jaime V da Escócia \| \| \| \| \| \| \| Francisca Brandon \| Francisca Brandon \| Francisca Brandon \| Francisca Brandon \| Francisca Brandon \| Francisca Brandon \| \| \| Henrique Grey \| Henrique Grey \| Henrique Grey \| Henrique Grey \| Henrique Grey \| Henrique Grey \| \| \| \| \| \| \| \| \| \| \| \| \| \| \| \| \| \| \| \| \| \| \| \| \| \| \| \| \| \| \| \| \| \| \| \| \| \| \| \| \| \| \| \| \| \| \| \| \| \| \| \| \| \| \| \| \| \| \| \| \| \| \| \| \| \| \| \| \| \| \| \| \| \| \| \| \| \| \| \| \| \| \| \| \| \| \| \| \| \| \| \| \| \| \| \| \| \| \| \| \| \| \| \| \| \| \| \| \| \| \| \| \| \| \| \| \| \| \| \| \| \| \| \| \| \| \| \| \| \| \| \| \| \| \| \| \| \| \| \| Maria I da Escócia \| Maria I da Escócia \| Maria I da Escócia \| Maria I da Escócia \| Maria I da Escócia \| Maria I da Escócia \| \| \| Lady Joana Grey (3, I) \| Lady Joana Grey (3, I) \| Lady Joana Grey (3, I) \| Lady Joana Grey (3, I) \| Lady Joana Grey (3, I) \| Lady Joana Grey (3, I) \| \| \| Lady Catarina Grey (4, II) \| Lady Catarina Grey (4, II) \| Lady Catarina Grey (4, II) \| Lady Catarina Grey (4, II) \| Lady Catarina Grey (4, II) \| Lady Catarina Grey (4, II) \| \| \| Lady Maria Grey (5, III) \| Lady Maria Grey (5, III) \| Lady Maria Grey (5, III) \| Lady Maria Grey (5, III) \| Lady Maria Grey (5, III) \| Lady Maria Grey (5, III) \| |                          |                          |                          |                          |                          |  |  |                             |                             |                             |                             |                             |                             |  |  |                            |                            |                            |                            |                            |                            |  |  |                    |                    |                    |                    |                    |                    |  |  |                        |                        |                        |                        |                        |                        |                   |                   |                            |                            |                            |                            |                            |                            |               |               |                          |                          |                          |                          |                          |                          |
| |                          |                          |                          |                          |                          |  |  |                             |                             |                             |                             |                             |                             |  |  | Henrique VII de Inglaterra | Henrique VII de Inglaterra | Henrique VII de Inglaterra | Henrique VII de Inglaterra | Henrique VII de Inglaterra | Henrique VII de Inglaterra |  |  | Isabel de Iorque   | Isabel de Iorque   | Isabel de Iorque   | Isabel de Iorque   | Isabel de Iorque   | Isabel de Iorque   |  |  |                        |                        |                        |                        |                        |                        |                   |                   |                            |                            |                            |                            |                            |                            |               |               |                          |                          |                          |                          |                          |                          |
| |                          |                          |                          |                          |                          |  |  |                             |                             |                             |                             |                             |                             |  |  | Henrique VII de Inglaterra | Henrique VII de Inglaterra | Henrique VII de Inglaterra | Henrique VII de Inglaterra | Henrique VII de Inglaterra | Henrique VII de Inglaterra |  |  | Isabel de Iorque   | Isabel de Iorque   | Isabel de Iorque   | Isabel de Iorque   | Isabel de Iorque   | Isabel de Iorque   |  |  |                        |                        |                        |                        |                        |                        |                   |                   |                            |                            |                            |                            |                            |                            |               |               |                          |                          |                          |                          |                          |                          |
| |                          |                          |                          |                          |                          |  |  |                             |                             |                             |                             |                             |                             |  |  |                            |                            |                            |                            |                            |                            |  |  |                    |                    |                    |                    |                    |                    |  |  |                        |                        |                        |                        |                        |                        |                   |                   |                            |                            |                            |                            |                            |                            |               |               |                          |                          |                          |                          |                          |                          |
| |                          |                          |                          |                          |                          |  |  |                             |                             |                             |                             |                             |                             |  |  |                            |                            |                            |                            |                            |                            |  |  |                    |                    |                    |                    |                    |                    |  |  |                        |                        |                        |                        |                        |                        |                   |                   |                            |                            |                            |                            |                            |                            |               |               |                          |                          |                          |                          |                          |                          |
| |                          |                          |                          |                          |                          |  |  | Henrique VIII de Inglaterra | Henrique VIII de Inglaterra | Henrique VIII de Inglaterra | Henrique VIII de Inglaterra | Henrique VIII de Inglaterra | Henrique VIII de Inglaterra |  |  |                            |                            |                            |                            |                            |                            |  |  | Margarida Tudor    | Margarida Tudor    | Margarida Tudor    | Margarida Tudor    | Margarida Tudor    | Margarida Tudor    |  |  | Maria Tudor            | Maria Tudor            | Maria Tudor            | Maria Tudor            | Maria Tudor            | Maria Tudor            |                   |                   | Carlos Brandon             | Carlos Brandon             | Carlos Brandon             | Carlos Brandon             | Carlos Brandon             | Carlos Brandon             |               |               |                          |                          |                          |                          |                          |                          |
| |                          |                          |                          |                          |                          |  |  | Henrique VIII de Inglaterra | Henrique VIII de Inglaterra | Henrique VIII de Inglaterra | Henrique VIII de Inglaterra | Henrique VIII de Inglaterra | Henrique VIII de Inglaterra |  |  |                            |                            |                            |                            |                            |                            |  |  | Margarida Tudor    | Margarida Tudor    | Margarida Tudor    | Margarida Tudor    | Margarida Tudor    | Margarida Tudor    |  |  | Maria Tudor            | Maria Tudor            | Maria Tudor            | Maria Tudor            | Maria Tudor            | Maria Tudor            |                   |                   | Carlos Brandon             | Carlos Brandon             | Carlos Brandon             | Carlos Brandon             | Carlos Brandon             | Carlos Brandon             |               |               |                          |                          |                          |                          |                          |                          |
| |                          |                          |                          |                          |                          |  |  |                             |                             |                             |                             |                             |                             |  |  |                            |                            |                            |                            |                            |                            |  |  |                    |                    |                    |                    |                    |                    |  |  |                        |                        |                        |                        |                        |                        |                   |                   |                            |                            |                            |                            |                            |                            |               |               |                          |                          |                          |                          |                          |                          |
| |                          |                          |                          |                          |                          |  |  |                             |                             |                             |                             |                             |                             |  |  |                            |                            |                            |                            |                            |                            |  |  |                    |                    |                    |                    |                    |                    |  |  |                        |                        |                        |                        |                        |                        |                   |                   |                            |                            |                            |                            |                            |                            |               |               |                          |                          |                          |                          |                          |                          |
| Eduardo VI de Inglaterra | Eduardo VI de Inglaterra | Eduardo VI de Inglaterra | Eduardo VI de Inglaterra | Eduardo VI de Inglaterra | Eduardo VI de Inglaterra |  |  | Maria I de Inglaterra (1)   | Maria I de Inglaterra (1)   | Maria I de Inglaterra (1)   | Maria I de Inglaterra (1)   | Maria I de Inglaterra (1)   | Maria I de Inglaterra (1)   |  |  | Isabel I de Inglaterra (2) | Isabel I de Inglaterra (2) | Isabel I de Inglaterra (2) | Isabel I de Inglaterra (2) | Isabel I de Inglaterra (2) | Isabel I de Inglaterra (2) |  |  | Jaime V da Escócia | Jaime V da Escócia | Jaime V da Escócia | Jaime V da Escócia | Jaime V da Escócia | Jaime V da Escócia |  |  |                        |                        |                        |                        | Francisca Brandon      | Francisca Brandon      | Francisca Brandon | Francisca Brandon | Francisca Brandon          | Francisca Brandon          |                            |                            | Henrique Grey              | Henrique Grey              | Henrique Grey | Henrique Grey | Henrique Grey            | Henrique Grey            |                          |                          |                          |                          |
| Eduardo VI de Inglaterra | Eduardo VI de Inglaterra | Eduardo VI de Inglaterra | Eduardo VI de Inglaterra | Eduardo VI de Inglaterra | Eduardo VI de Inglaterra |  |  | Maria I de Inglaterra (1)   | Maria I de Inglaterra (1)   | Maria I de Inglaterra (1)   | Maria I de Inglaterra (1)   | Maria I de Inglaterra (1)   | Maria I de Inglaterra (1)   |  |  | Isabel I de Inglaterra (2) | Isabel I de Inglaterra (2) | Isabel I de Inglaterra (2) | Isabel I de Inglaterra (2) | Isabel I de Inglaterra (2) | Isabel I de Inglaterra (2) |  |  | Jaime V da Escócia | Jaime V da Escócia | Jaime V da Escócia | Jaime V da Escócia | Jaime V da Escócia | Jaime V da Escócia |  |  |                        |                        |                        |                        | Francisca Brandon      | Francisca Brandon      | Francisca Brandon | Francisca Brandon | Francisca Brandon          | Francisca Brandon          |                            |                            | Henrique Grey              | Henrique Grey              | Henrique Grey | Henrique Grey | Henrique Grey            | Henrique Grey            |                          |                          |                          |                          |
| |                          |                          |                          |                          |                          |  |  |                             |                             |                             |                             |                             |                             |  |  |                            |                            |                            |                            |                            |                            |  |  |                    |                    |                    |                    |                    |                    |  |  |                        |                        |                        |                        |                        |                        |                   |                   |                            |                            |                            |                            |                            |                            |               |               |                          |                          |                          |                          |                          |                          |
| |                          |                          |                          |                          |                          |  |  |                             |                             |                             |                             |                             |                             |  |  |                            |                            |                            |                            |                            |                            |  |  |                    |                    |                    |                    |                    |                    |  |  |                        |                        |                        |                        |                        |                        |                   |                   |                            |                            |                            |                            |                            |                            |               |               |                          |                          |                          |                          |                          |                          |
| |                          |                          |                          |                          |                          |  |  |                             |                             |                             |                             |                             |                             |  |  |                            |                            |                            |                            |                            |                            |  |  | Maria I da Escócia | Maria I da Escócia | Maria I da Escócia | Maria I da Escócia | Maria I da Escócia | Maria I da Escócia |  |  | Lady Joana Grey (3, I) | Lady Joana Grey (3, I) | Lady Joana Grey (3, I) | Lady Joana Grey (3, I) | Lady Joana Grey (3, I) | Lady Joana Grey (3, I) |                   |                   | Lady Catarina Grey (4, II) | Lady Catarina Grey (4, II) | Lady Catarina Grey (4, II) | Lady Catarina Grey (4, II) | Lady Catarina Grey (4, II) | Lady Catarina Grey (4, II) |               |               | Lady Maria Grey (5, III) | Lady Maria Grey (5, III) | Lady Maria Grey (5, III) | Lady Maria Grey (5, III) | Lady Maria Grey (5, III) | Lady Maria Grey (5, III) |